# Рътлина
Рътлина е село в Североизточна България. То се намира в община Омуртаг, област Търговище.
1. ↑  www.grao.bg